# Sony Store
Sony Store（旧名Sony Style）是索尼（Sony）的購物網站以及全球直營中心的通路品牌。

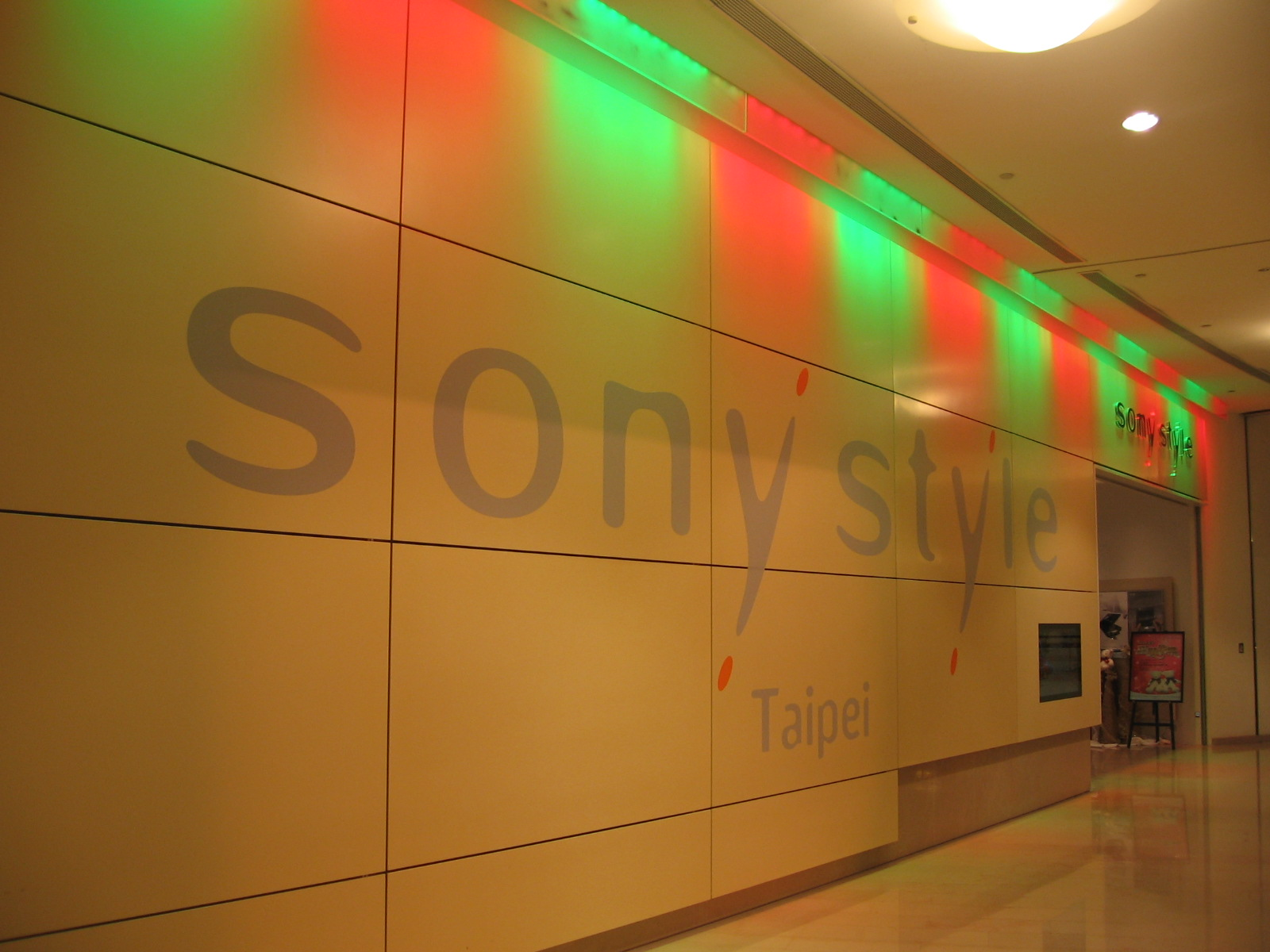
Sony Style Taipei位於台北101內

在线下，Sony在全球各地設立「Sony Style」直營店。而在线上，「Sony Style」Online於2000年在全球上線，让消費者能直接网购商品。由於新力品牌形象受許多消費者喜爱，使「Sony Style」逐漸成為專有名詞。
2010年4月，Sony於日本名古屋設立第三間直營店，並首度採用「Sony Store」為名稱，並陸續將位於東京銀座與大阪的「Sony Style」更名為「Sony Store」。
2010年10月1日，日本「Sony Style」網路店與直營店統一更名為「Sony Store」。